# آنیتا بارون
آنیتا بارون (انگلیسی: Anita Barone؛ زادهٔ ۲۵ سپتامبر ۱۹۶۴) یک هنرپیشه اهل ایالات متحده آمریکا است. وی از سال ۱۹۸۷ میلادی تاکنون مشغول فعالیت بوده‌است.
از فیلم‌ها یا برنامه‌های تلویزیونی که وی در آن نقش داشته است می‌توان به جنگ در خانه اشاره کرد.